# NGC 1287
NGC 1287 ist einer Spiralgalaxie vom Hubble-Typ Sa im Sternbild Eridanus am Südsternhimmel. Sie ist schätzungsweise 383 Millionen Lichtjahre von der Milchstraße entfernt und hat einen Durchmesser von etwa 85.000 Lj.

Im selben Himmelsareal befinden sich u. a. die Galaxien NGC 1266, NGC 1289, NGC 1298, IC 314.
Das Objekt wurde am 20. September 1784 von dem Astronomen William Herschel entdeckt.